# Nippon Gōsei Kagaku Kōgyō
Nippon Gōsei Kagaku Kōgyō K.K. (jap. 日本合成化学工業株式会社, ~ Kabushiki-gaisha, engl. The Nippon Synthetic Chemical Industry Co., Ltd.) ist ein japanisches Chemieunternehmen. Hauptprodukt ist SoarnoL, ein Ethylen-Vinylalkohol-Copolymer. Weitere Produkte sind Gohsenol (Polyvinylalkohol), Nichigo G-Polymer (Butendiol-Vinylalkohol-Copolymer), Specialty Films (Hi-Selon & Bovlon) und Nichigo G-Tape.
Das Unternehmen wurde 1927 als K.K. Nippon Gōsei Kagaku Kenkyūsho (株式会社日本合成化学研究所) gegründet und erhielt 1928 seinen heutigen Namen. 1936 wurde das erste Vinylacetat Japans hergestellt.
1994 wurde ein Werk für die Produktion von SoarnoL in den USA erworben (La Porte). 2004 wurde in Kingston upon Hull ein weiteres Werk dafür errichtet.